# Rachael Tonjor
Rachael Tonjor, née le 14 octobre 1991, est une nageuse nigériane.

## Carrière
Rachael Tonjor obtient aux Jeux africains de 2011 à Maputo la médaille de bronze sur 50 mètres brasse,.
Elle dispute les Jeux olympiques d'été de 2016 à Rio de Janeiro, où elle est éliminée en séries du 100 mètres brasse.